# SYMPHONIC LUNA SEA -REBOOT-
「SYMPHONIC LUNA SEA -REBOOT-'」（シンフォニック・ルナ・シー・リブート）は2014年11月26日に発売されたLUNA SEAの楽曲をクラシックアレンジしたアルバムである。

## 概要
初のメンバー公認のシンフォニックアレンジのカバーアルバム。演奏は東京フィルハーモニー交響楽団、指揮と編曲は藤原いくろう。

## 曲目
1. 乱
2. gravity
3. RA-SE-N
4. absorb
5. IN SILENCE
6. I for you
7. Grace
8. LOVE SONG

## アレンジャー
- 藤原いくろう

## 発売記念コンサート
2015年5月3日、サントリーホール大ホールにて開催される。
- 指揮：藤原いくろう
- 演奏：東京フィルハーモニー交響楽団
- ゲストボーカル：RYUICHI
- トークゲスト：SUGIZO

曲目
月光 1st mov.
THE ONE 2nd mov.
MARIA
亡き王女のためのパヴァーヌ
乱
RA-SE-N
absorb
IN SILENCE
I for You
Grace